# 讓·德古特
讓·馬里·約瑟夫·德古特（法語：Jean Marie Joseph Degoutte；1866年4月18日—1938年10月31日），是一位法國陸軍將領，在第一次世界大戰後期西線戰場擔任要職，負責指揮第六軍團。